# Gonsin (Sourgoubila)
Pour les articles homonymes, voir Gonsin.
Gonsin est une commune rurale située dans le département de Sourgoubila de la province du Kourwéogo dans la région Plateau-Central au Burkina Faso.

## Santé et éducation
Gonsin accueille un centre de santé et de promotion sociale (CSPS) tandis que le centre hospitalier le plus proche est le CHU de Yalgado-Ouédraogo dans le secteur 4 de Ouagadougou.